# 莱济涅
莱济涅（法語：Lézigné，法語發音：[leziɲe] ⓘ）是法国曼恩-卢瓦尔省的一个旧市镇，位于该省北部偏东，属于昂热区。2019年1月1日，莱济涅与市镇于耶合并为新市镇于耶-莱济涅，莱济涅为新市镇行政中心。

## 地理
莱济涅（47°38'11"N, 0°17'40"W）面积9.3 平方千米，位于法国卢瓦尔河地区大区曼恩-卢瓦尔省，该省份为法国西部内陆省份，大致对应安茹地区，北起顺时针与马耶讷省、萨尔特省、安德尔-卢瓦尔省、维埃纳省、德塞夫勒省、旺代省、大西洋卢瓦尔省和伊勒-维莱讷省接壤。
与莱济涅接壤的市镇（或旧市镇、城区）包括：拉沙佩勒圣洛、迪尔塔勒、于耶、卢瓦河畔塞什。
莱济涅的时区为UTC+01:00、UTC+02:00（夏令时）。

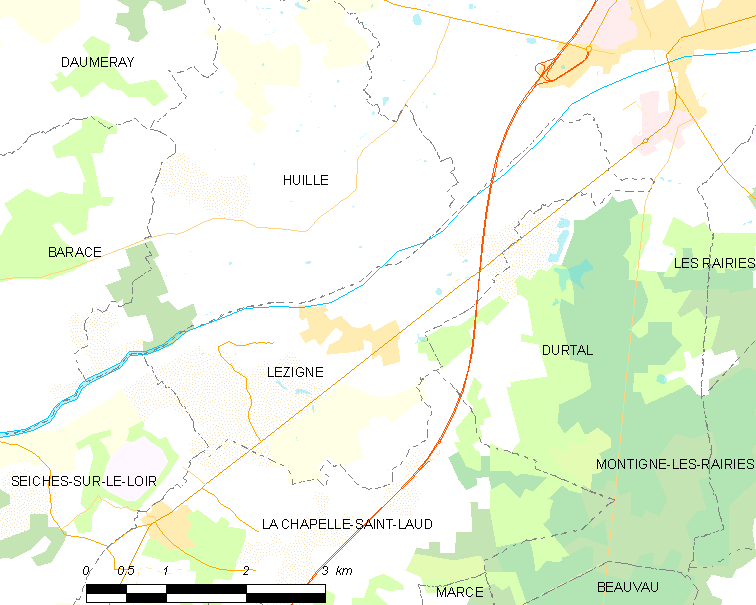
莱济涅的OSM定位图

## 行政
莱济涅的邮政编码为49430，INSEE市镇编码为49174。

## 政治
莱济涅所属的省级选区为昂热第六县。

## 人口

1962-2008年间莱济涅人口变化图示

莱济涅于2018年1月1日时的人口数量为762人。